# 秦岭凤仙花
秦岭凤仙花（学名：Impatiens linocentra）为凤仙花科凤仙花属的植物，是中国的特有植物。分布在中国大陆的河南、陕西等地，生长于海拔800米至1,800米的地区，多生长于山谷林缘阴湿处，目前尚未由人工引种栽培。